# Équipement et exploitation de la route

## Concevoir les équipements et l’exploitation dès les études amont
La conception d’un projet ne consiste pas uniquement à appliquer des règles en fonction d’objectifs attendus de la voie et aboutir ainsi à une conception géométrique de la voie (tracé en plan, profil en long, profils en travers), mais aussi à penser le plus en amont possible :
- aux dispositions retenues en matière d’exploitation (signalisation, dispositifs de retenues, équipements) pour que la géométrie du tracé soit compatible avec les exigences de sécurité et les performances attendues de ces équipements,
- des conditions particulières d’exploitation : mesure de circulation, travaux d’entretien, viabilité hivernale,
- des activités et installations riveraines,
- des occupations de l’emprise par des installations diverses  (lignes, canalisations, etc).

## Signalisation
Les équipements de signalisation regroupent : la signalisation horizontale, la signalisation verticale  directionnelle et de police et la signalisation tricolore.
- L’étude de signalisation doit être faite au moment de l’étude générale.
- Les supports des panneaux  de signalisation ne doivent pas empiéter sur les bandes dérasées de droite et de gauche. Ils sont placés le plus loin possible des surfaces accessibles aux véhicules.
- Les supports de portiques, potences, etc., doivent généralement être isolés par des glissières de sécurité, lorsqu'ils ne peuvent ni être repoussés au-delà de la zone de sécurité, ni être fragilisés.
- Dans les carrefours, la taille des îlots doit tenir compte des contraintes d’implantation des panneaux et des règles concernant la signalisation horizontale.

## Dispositifs de retenue
Les dispositifs de retenue  constituant eux-mêmes des obstacles, ils ne doivent être implantés que s’ils sont nécessaires. On ne doit y avoir recours que lorsque la conception ne permet pas de définir une géométrie du projet entièrement sécurisée.

### Glissières de sécurité
Une glissière de sécurité est un dispositif de retenue souple qui a la propriété de se déformer lors d’un choc. En absorbant l’énergie du choc dans la déformation, il diminue les dégâts au véhicule sortant de la route. 
En France, il est préconisé de mettre en place des glissières de sécurité sur accotement dans les cas suivants :
- en présence d’obstacles durs (ou autres configurations agressives) dans la zone de sécurité.
- lorsque la hauteur des remblais dépasse 4 mètres ou en présence d’une dénivellation brutale de plus de 1 m (cas des ouvrages d’art par exemple).

### Barrières de sécurité
Une barrière de sécurité est un dispositif de retenue rigide. Il ne se déforme pas  et ne fait que dévier la trajectoire du véhicule en perdition.
En France, il est préconisé de mettre en place des barrières de sécurité lorsque le danger représenté par la sortie de chaussée d’un véhicule lourd et notamment d’un véhicule de transport en commun est important. C’est notamment le cas lorsque : 
- le danger est important pour l’usager, si la zone longée ou franchie est susceptible d’aggraver les conséquences d’une sortie de chaussée ou lorsqu’il existe une dénivellation susceptible d’occasionner une chute de hauteur supérieure ou égale à 10 m, quand les risques de sortie de chaussée des poids lourds sont importants,
- le danger induit par la sortie de chaussée est important soit pour les utilisateurs d’autres voies de circulation, soit pour des riverains,
- les conséquences de l’intrusion d’un véhicule lourd sont graves : zone de captage, stockage d’hydrocarbure, etc.

## Éclairage
En règle générale les routes de rase campagne ne sont pas éclairées, toutefois il peut être utile d’éclairer certains carrefours.
Pour des raisons de sécurité les mâts d’éclairage doivent être situées en dehors de la zone de sécurité de 4 m. Si cela est impossible, il est souhaitable de mettre en place des mâts « fusibles » qui ont une zone de fragilité leur permettant de se déformer facilement en cas de choc.
Il est souhaitable d’éviter des mâts d’éclairage sur les îlots de giratoire. Si cela est néanmoins envisagé, il est recommandé que le rayon du giratoire ne soit pas inférieur à 15 mètres.

## Téléphone
Certaines routes peuvent être équipées d’un réseau de bornes d’appel d’urgence. En France c’est en particulier le cas pour les autoroutes et les routes nationales.
Mais avec le développement du téléphone portable, ces équipements ne sont plus justifiés sur les routes en milieu ouvert comme les routes nationales. Les usagers peuvent en effet facilement appeler leur dépanneur ou leur assurance en cas de panne. Par contre en milieu fermé, comme les autoroutes, seuls quelques opérateurs sont habilités à venir faire des interventions de dépannage ou de remorquage et par ailleurs un véhicule arrêté sur la bande d’arrêt d’urgence constitue un réel danger qui nécessite une intervention rapide.
En général le pas d’implantation des postes d’appels d’urgence est d’environ 4 km.

### Origine du texte
- Cet article est partiellement ou en totalité issu du site Cours de génie civil - année 2007-2008, Hervé Brunel , le texte ayant été placé par l’auteur ou le responsable de publication sous la licence de documentation libre GNU ou une licence compatible.